# Бастаси (Босанско Грахово)
Бастаси су насељено мјесто у Босни и Херцеговини, у општини Босанско Грахово, које административно припада Федерацији Босне и Херцеговине. Према попису становништва из 2013. године, у насељу је живјело свега 20 становника. Сви становници су били Срби.

## Историја
Тешко је објаснити шта значи назив насеља. Назив, вероватно, није словенски. На извору Басташице, и праисторијској градини, нађени су археолшки и епиграфски остаци, уломци римских надгробних споменика који могу да посведоче о некадашњем римском насељу на овоме локалитету. Интересантно је да у јужној Италији постоји мјесто звано Баста. Може бити да су се и  Бастаси раније звали Баста, односно да су то име насељу дали римски легионари, војници, међу којима је неко могао бити из истоименог места у јужној Италији. Преко ових података не може се олако прелазити. Сматрам да је име села формирано од италијанске речи „баста“, која се употребљава у значењу нашег „доста“, те да име села Бастаси подсећа на некадашње присуство Римљана.
Јосип Смодлака сматра да је име села изведено од грчке ријечи „бастакс“, носач, што би се тешко могло прихватити.
У селу живи предање, да је назив добило по потоку Басташици. Прича се и о некој римској војсци „Бас“. У оквиру села, на локацији званој Црквина, ископано је неколико остатака римских надгробних споменика. Има још неколико средњовековних стећака, без текста и орнаментике. Све нас ово упућује на закључак, да је овде, у одређеном временском периоду, било старо насеље.

## Становништво
У Бастасима су до децембра 1994. године живели искључиво Срби:
Вуковићи – Знају да воде порекло из Врличког краја, са извора ријеке Цетине. Тамо су имали своје даљње рођаке све до распада авнојевске Југославије. Славе Свете мученике и бесребренике Козму и Дамјана
Гузијани – осим старих Басташана мало ко и зна да је у Бастасима живела и ова фамилија. Додуше, последњи су иселили из Бастаса у колонизацији крајем 1945. године у Војводину (Банатски Деспотовац). Сада их има у Бан. Деспотовцу, Новом Саду, Београду, Зрењанину... Један од познатијих Гузијана пореклом из Бастаса је Драган Гузијан (1959. г.) редитељ и уредник у РТВ у Новом Саду. Славе Светог Николаја Чудотворца – Никољдан.
Ђапе – Ради се о досељеницима из Бителића код Сиња. Њихово даље поријекло је околина Требиња и Никшића. Славе Светог Великомученика Георгија Победоносца – Ђурђевдан.
Иветићи – Доселили су из Врличке регије, из Цивљана. Славе Светог Првомученика и Архиђакона Стефана.
Калабе – Они тврде да су доселили из Гламочке регије, са подручја Црног Врха. Њихових рођака има у Халапићу код Гламоча, који су под истим презименом дошли на овај терен из Бастаса. Славе Светог Првомученика и Архиђакона Стефана.
Козари – Овај род се доселио из села Застиње код Ливна. Раније су се презивали Ловрен. Презиме Козар су добили по једном од њих, који је чувао козе. Славе Светог Великомученика Георгија Победоносца – Ђурђевдан.
Козомаре – Пореклом су са Козаре. Неки истраживачи тврде да су Козомаре поријеклом из Старог Врха. Славе Сабор Светог Јована Крститеља – Јовањдан.
Ловре – Досељени су у Бастасе из Поповића код Гламоча. Славе Светог Великомученика Георгија Победоносца – Ђурђевдан.
Љубоје - Тврде да су досељеници из рејона код Кључа. Славе Светог апостола и јеванђелисту Марка.
Цвијани – Доселили су давно из рејона Шујице. О њима нема ближих података, нити о њиховом даљем пореклу. Славе Сабор Светог Јована Крститеља – Јовањдан.
Шегрти – Према утврђеном, Шегрти у ово село долазе из околине Ливна. Тамо су се презивали Деридаска. Испитивањем није утврђено одакле је поријеклом овај род и због чега је мењао презиме, те да ли га је имао стално или привремено и имају ли икакве везе са Шегртима у Ластви, код Требиња. Овај род је познат у ужој и широј регији. Сврставају га у разгранатију целину. Могао би се сврстати у староседеоце Ливањског поља. Славе Светог Првомученика и Архиђакона Стефана.
| Националност       | 2013. | 1991. | 1981. | 1971. | 1961. |
| Срби               | 20    | 195   | 148   | 372   | 424   |
| Југословени        | —     |       | 127   |       |       |
| остали и непознато |       |       | 1     | 1     |       |
| Укупно             | 20    | 195   | 276   | 373   | 424   |

| Демографија | Демографија | Демографија |
| Година      | Становника  | Становника  |
| ----------- | ----------- | ----------- |
| 1961.       | 424         |             |
| 1971.       | 373         |             |
| 1981.       | 276         |             |
| 1991.       | 195         |             |
| 2013.       | 20          |             |